# Ivica Skelin
Ivica Skelin (Spalato, 19 settembre 1973) è un allenatore di pallacanestro croato.

## Palmarès
- Campionato olandese: 1

Donar Groningen: 2013-14
- Coppa d'Olanda: 2

Donar Groningen: 2014, 2015
- Supercoppa d'Olanda: 1

Donar Groningen: 2014